# Clay-Ashland
Clay-Ashland – okręg miejski w zachodniej Liberii nad Oceanem Atlantyckim, 10 mil od stolicy Monrovii. Znajduje się w dystrykcie St. Paul River, w hrabstwie Montserrado. Zostało nazwane na cześć Henry’ego Claya amerykańskiego właściciela niewolników i współzałożyciela Amerykańskiego Towarzystwa Kolonizacyjnego.
Założone w 1846 roku Clay-Ashland było częścią Kentucky w Afryce,  kolonii dla wyzwolonych niewolników z amerykańskiego stanu Kentucky, pod auspicjami Amerykańskiego Towarzystwa Kolonizacyjnego.